# Маджонг
Маджо́нг или мацзян (иер. трад. 麻將, упр. 麻将, ютпхин: maa4 zoeng3, йель: màh jeung, кант.-рус.: мачён, пиньинь: májiàng, палл.: мацзян) — китайская игра с использованием игральных костей для четырёх игроков (каждый играет за себя). Широко распространена в Китае, Японии и других странах Восточной и Юго-Восточной Азии. Игра ведётся костями, напоминающими костяшки домино, по правилам подобна покеру, требует от играющих таких качеств, как опыт, память и наблюдательность. В игре присутствует также случайный фактор, роль которого, в зависимости от используемых игровых правил, может быть как малой, так и решающей. Цель игры — набрать как можно большее количество очков, собрав наиболее ценную комбинацию из заданного количества костей.
Существует компьютерная игра-пасьянс, также называемая маджонгом.

## Название
Изначальное название игры — кит. 麻雀, дословно — «воробей», ныне оно распространено в южнокитайских языках: кант. maa4 zoek3-2/мачёк, южноминьск. môa-chhiak/муачхьяк или môa-chhiok/муачхьёк, хакка mà-chiok. Оно же используется в корейском языке (кор. 마작 маджак).
В языке у это слово (кит. 麻雀 /mo˨ t͡ɕia̱ʔ˦/) получило уменьшительный суффикс /ŋ̍/, который затем перешёл в назализацию: у 麻將 /mo˨ t͡ɕiã˦/. В таком виде это слово заимствовано в языки северного Китая, в том числе мандар. má jiàng/мацзян.
В современном японском языке игра называется мадзян (яп. 麻雀 マージャン) — само это слово было заимствовано из севернокитайского языка в период Мэйдзи, при этом сохранено оригинальное иероглифическое написание из южнокитайских языков.

## Замечание о терминологии
Во избежание путаницы в данной статье для именования игровых элементов используется терминология официального русского издания правил спортивного маджонга, принятых в 2006 году Международной организацией маджонга в качестве международных. Термины на других языках и их произношение могут приводиться для справки.

## История

### Мифы о создании
Согласно одному из мифов о происхождении маджонга знаменитый древнекитайский философ Конфуций изобрёл эту игру примерно в 500 году до н. э.. В соответствии с мифом появление игры в различных частях Китая связано с путешествиями Конфуция, во время которых он распространял своё учение. Игровые фишки, называемые тремя драконами, также соответствуют трём главным добродетелям, обозначенным Конфуцием. Zhōng (中 , дословно — «умеренность») — Красный дракон, Fā (發 , дословно — «процветание») — Зелёный дракон, Bái (白 , дословно — «белый») — Белый дракон — соответствуют доброжелательности, искренности и почтительности к родителям. А само название игры — «маджонг» (дословно — «воробей») в мифе объясняется тем, что Конфуций был любителем птиц.
По другой легенде, маджонг придуман в глубокой древности рыбаком по имени Цзе, в качестве средства отвлечения рыбаков от морской болезни, мешавшей ловить рыбу в открытом море. Согласно ещё одному мифу, в маджонг играли на Ноевом ковчеге во время Всемирного потопа, и привилегированное положение восточного направления в игре якобы вызвано тем, что во время потопа дул сильный восточный ветер.
Существуют и другие мифы о древнем происхождении игры.

### Появление игры
Несмотря на множество мифов, в действительности маджонг — молодая игра, её возраст вряд ли превышает полтора века. Во всяком случае, нет никаких объективных доказательств существования маджонга в его нынешнем виде или его близких аналогов до середины XIX века. Нет оснований полагать, что игра является древней. До сих пор не умолкают дебаты о том, кто именно создал маджонг, поскольку не имеет однозначных подтверждений ни одна из многих версий, приписывающих его разработку какому-либо конкретному человеку или конкретной группе лиц.
Есть достаточно оснований[каких?] считать, что игра появилась в одной из провинций вокруг городов Ханчжоу, Нанкин, Шанхай и Нинбо. Прослеживается связь правил маджонга с правилами карточных игр, имевших хождение в Китае в начале XIX века и ранее, а также с известной в Китае игрой домино. Многие историки считают, что непосредственным предшественником маджонга могла быть популярная карточная игра под названием Ма-Дяо (馬吊). В этой игре использовалось 40 бумажных карт, подобных картам для игры, которые включают четыре масти, пронумерованные от 1 до 9, и четыре цветочные карты, что очень напоминает современные кости для маджонга.
По одной из теорий, создателями игры были офицеры китайской армии, служившие во время восстания тайпинов и придумавшие игру, чтобы проводить время, по другой — игру создал некий дворянин, проживавший в окрестностях Шанхая между 1870 и 1875 годами. Распространение игры сначала было довольно ограниченным, вплоть до начала XX века в неё играли лишь на территории в нижнем течении Янцзы и в пригородах Пекина, но затем произошёл резкий скачок популярности: за два первых десятилетия XX века игра распространилась по всей территории Китая и попала в соседние страны. К 1920 году маджонг уже считался национальной игрой, неотъемлемой частью китайской культуры, и был известен не только в Азии, но и в Америке и Европе.
По поводу происхождения названия игры также нет единого мнения. Первоначальное название переводится как «воробей». По одной версии, стук фишек напоминает щебетание воробья. Некоторые исследователи связывают название с тем, что в Китае воробей символизирует сообразительность или ищут другие параллели в культуре и мифологии.

### Маджонг в Китае
К 1920-м годам маджонг распространился по всему Китаю и стал национальной игрой. Правила игры в разных регионах существенно различались. К тому времени сложилась уже «классическая» версия игры, но были распространены и другие версии. Довольно популярны были «Шанхайский маджонг» и «Кантонский маджонг», правила которых проще классических. Считается, что они являются более архаичными формами маджонга, а не упрощениями классической версии. Дальнейшее развитие игры пошло по двум путям. «Старый стиль» (или «Гонконгский маджонг») сохранил почти все выигрышные комбинации классических правил, но ввёл дополнительные правила игры и изменил в сторону усложнения порядок расчётов между игроками. «Новый стиль», сохранив в целом порядок расчётов классического маджонга, ввёл новые комбинации и дополнительную кость «Джокер».
Развитие маджонга в Китае было прервано в 1949 году, после основания Китайской Народной Республики. Коммунистическое правительство препятствовало любой игорной деятельности, считая её символом капиталистического разложения. Разумеется, маджонг не исчез в годы запрета, но играли в него в узком кругу близких знакомых и ни о каком развитии и популяризации игры речи быть не могло. Лишь после завершения Культурной революции запрет был снят, и игра снова начала обретать популярность, став любимым времяпрепровождением жителей Китая, включая Гонконг, Макао и Тайвань.
До начала XXI века китайские власти не боролись с маджонгом, но и не поощряли его развитие. Но в последнее десятилетие в Китае возрождается культура маджонга. В январе 1998 года Спортивный совет при Правительстве КНР официально признал маджонг видом спорта и инициировал разработку единого свода правил игры, собрав для этой цели комитет из наиболее квалифицированных игроков страны. Результатом их двухлетней работы стала брошюра с правилами игры в маджонг, которые стали известны как «Международные правила» или «Спортивный маджонг» (Mahjong Competition Rules, MCR, «Китайские официальные правила», COR). Эти правила содержат набор из 81 выигрышных комбинаций и задают сложную (табличную) систему учёта очков. Одновременно в игру внесён ряд упрощений.

### Маджонг в Японии
В Японию маджонг попал из Китая в 1907 году. Как и в Китае, к 1920-м годам игра распространилась повсеместно и была очень популярна. Как и в Китае, игра не избежала запретов по политическим мотивам: в период 1937—1945 годов, когда Япония воевала с Китаем, маджонг был официально запрещён. После окончания войны маджонг быстро вернул себе позиции одной из самых популярных настольных игр. В 1950-х годах была создана Японская Ассоциация Маджонга, которая выпустила свод официальных правил. К 2007 году ассоциация насчитывала около 20 000 игроков.
Изначально правила японского маджонга были сильно приближены к китайским (такая разновидность сейчас известна как «японский традиционный маджонг»). Однако с 1950-х годов правила менялись, и возникла версия маджонга, которую сейчас называют «японский современный», «рити-маджонг» или «дора-рити маджонг». Из особенностей этой разновидности маджонга наиболее известно правило «рити» — объявление игроком обязательства собрать выигрышную комбинацию с депозитом 1000 очков, а также использование «дор» — специальных костей, наличие которых в выигрышной руке увеличивает её стоимость. Часть игроков в России используют названия «риичи-маджонг» и «риичи», полученные из прочтения английской транскрипции  (яп. リーチ ри:ти), мотивируя это тем, что японское яп. リーチ происходит от английского to reach — достигать (имеется в виду достижение предвыигрышного состояния).
В Японии имеется несколько организаций, занимающихся развитием игры маджонг и придерживающихся разных сводов правил. Японская профессиональная лига маджонга, основанная 6 марта 1981 года, организует профессиональные соревнования по современным японским правилам, присваивает профессиональные ранги, ведёт разнообразную коммерческую деятельность, связанную с маджонгом. Японская ассоциация спортивного маджонга (JMSA), основанная в 1999 году, развивает игру в спортивный маджонг по официальным китайским (международным) правилам.

### Маджонг в США
Первая сохранившаяся запись партии в маджонг не на китайском языке была сделана в 1895 году американским антропологом Стюартом Клином. В 1900 году братья Уайт ввели маджонг в английские клубы Шанхая, где с ним впервые стали массово знакомиться иностранные жители Китая.
Оригинальный китайский маджонг был ввезён в США 1920-х годах Джозефом П. Бабкоком. Первые правила на английском языке, опубликованные в США, представляли собой упрощённую шанхайскую версию китайского маджонга, в них был сокращён набор специальных выигрышных комбинаций и введён подсчёт очков для проигравших за незавершённые комбинации. Автором этих правил был Бабкок, активно пропагандировавший игру и торговавший игровыми комплектами. Бабкок зарегистрировал на себя название «Ма-Джонг», пытаясь таким способом монополизировать игру. Он же, как считается, изобрёл адаптированные игровые комплекты, в которых в дополнение к китайским традиционным обозначениям добавлялись обозначения арабскими цифрами и латинскими буквами. По мере роста популярности игры другие производители и импортёры, дабы обойти исключительные права Бабкока, начали продавать игровые комплекты под другими названиями («Пе-линг», «Pung Chow» и так далее), сопровождая их специально модифицированными правилами. Это привело к появлению огромного количества вариантов правил, многие из которых имели мало общего с оригинальными.
Пик популярности маджонга в США пришёлся на 1923 год: в него играли повсеместно, спрос на игровые комплекты был огромен, практически вся пригодная коровья кость из Канзаса отправлялась в Китай, на фабрики по производству костей для маджонга. В самих США открылось несколько фабрик по производству игровых комплектов, которые, работая с полным напряжением, по 24 часа в сутки, едва успевали удовлетворять спрос. Тема маджонга стала широко использоваться в рекламе, появились специализированные маджонг-клубы, игра стала новым национальным увлечением. Результатом этого стало огромное многообразие правил игры. В попытке стандартизовать правила игры был организован «Комитет Стандартизации Американских Официальных Законов Маджонга», состоящий из Роберта Фостера, Джозефа Бабкока, Ли Хартмана, и Дж. Х. Смита. Комитет издал в 1924 году свод правил, названный «Американский свод правил для Маджонга» (англ. «American Code of Laws for Mah Jong»). Этот набор получил одобрение компании «Паркер Броз», к тому времени выкупившей у Бабкока права на использование названия «Ма-Джонг», в результате книга стала «стандартом де-факто» на правила маджонга в США. В «кодексе» излагались правила, близкие к китайским, а дополнительные правила «чистой руки» и «одного удвоения» фигурировали в качестве допустимых дополнений.
Хотя стандарт был опубликован, он не смог завоевать всеобщего признания, появление новых версий маджонга продолжилось. Американские модификации правил были во многом связаны с тем, что американские игроки имели склонность к составлению «дорогих» рук. Следуя этой склонности, в правила были введены несколько нестандартных выигрышных рук и ужесточены требования к выигрышной комбинации. Прежде всего, это были правила «чистой руки» и «одного удвоения» (согласно первому, выигрышная рука, кроме специальных, не должна смешивать несколько мастей, а второе требовало наличия в выигрышной руке хотя бы одной удваивающей комбинации).
Волна увлечения маджонгом в США спала довольно быстро. Одни исследователи связывают спад интереса с многообразием правил, другие объясняют его тем, что в результате многочисленных непродуманных нововведений игра стала излишне механической, а выигрыш — почти полностью определяемым везением.
В 1935 году была создана «Национальная лига маджонга». Ассоциация продолжила модифицировать правила, предложив «чарльстон» и «джокер», ежегодно выпуская новый список специальных выигрышных рук, введя другие неклассические правила. Параллельно в США появились и получили распространение правила Райта-Паттерсона и еврейско-американские правила. Продолжал культивироваться и исходный, китайский маджонг.
В большинстве современных американских версий правила основаны на исключительно нестандартных комбинациях, с правилом «чистой руки», в которых основным способом выигрыша является составление специальных рук.

### Маджонг в СССР и России
В 1920-е годы маджонг уже был известен в СССР. Известным любителем этой игры был Владимир Маяковский. Маяковский, как известно, был страстным любителем азартных игр, играл практически в любую игру, если она попадалась ему на глаза, был замечен даже в изобретении собственных игр, среди любимых фигурируют карты, бильярд и маджонг, который часто упоминается Лилей Брик в её письмах поэту или о поэте. Вероятно, ещё в 1925 году её привезла в Москву из Лондона мать Лилии Брик. А в очерках «Моё открытие Америки» (1926), описывая свои путешествия по Мексике, Маяковский упоминает об игре в маджонг иностранцев на пароходе «Эспань». В книге воспоминаний о Маяковском, впервые увидевшей свет в 1940 году, Лев Кассиль так пишет об игре Маяковского в маджонг:

Сняв пиджак, засунув большой палец одной руки в пройму жилета, он другой крепко ставит кости на стол, и четыре ветра ма-джонга скрещиваются над его головой.— Л. Кассиль, «Маяковский — сам: очерк жизни и работы поэта»
Впрочем, были ли правила маджонга широко известны в СССР и насколько много людей в неё играло, сказать трудно.
В настоящее время развитием маджонга в России занимается Федерация маджонга, устав которой был принят в 2011 году. Федерация маджонга входит в EMA. В 2016 году представитель России Михаил Луговкин стал чемпионом Европы по риичи-маджонгу. В 2019 году в городе Хертогенбосе прошел 5-й Чемпионат Европы по риичи-маджонгу, победителем которого стал также представитель России Владимир Наданьян.

### Маджонг в Западной Европе
В большинство стран Западной Европы маджонг пришёл из США, так что и правила, и характер игры в Европе похожи на американские. С другой стороны, европейские правила иногда включают элементы, которые в США почти или совершенно никогда не применялись, но соответствуют или похожи на те, что имеют место в азиатских вариантах маджонга. Причина такого смешения правил не вполне ясна, возможно, некоторые правила пришли в Европу непосредственно из южно-азиатских вариантов маджонга, есть также предположение, что они связаны с ошибочным толкованием европейцами оригинальных правил игры или смешении их с правилами распространённых карточных игр (джин-рамми, канаста, бридж, покер). Кроме того, европейские правила могли формироваться под воздействием американских пособий по маджонгу первых лет распространения игры в США, когда разнообразие правил было очень велико.
«Официальные» европейские варианты правил — это варианты, опубликованные и пропагандируемые местными официально зарегистрированными ассоциациями игроков, так что вовсе не обязательно, что по ним действительно играет большинство игроков в соответствующих странах.
Сейчас федерации маджонга есть в большинстве крупных европейских стран, включая Россию. В октябре 2005 года по инициативе федераций маджонга Китая, Японии, США, Германии, Франции, Дании, Нидерландов и Венгрии были созданы Всемирная организация маджонга (WMO) и входящая в неё Европейская ассоциация маджонга (EMA). Официальными правилами этих организаций являются правила Спортивного маджонга.
В чемпионате Европы 2009 года приняли участие 160 игроков. Также, в Европе достаточно популярен японский риичи-маджонг. По нему также проводятся соревнования.

## Игровой инвентарь

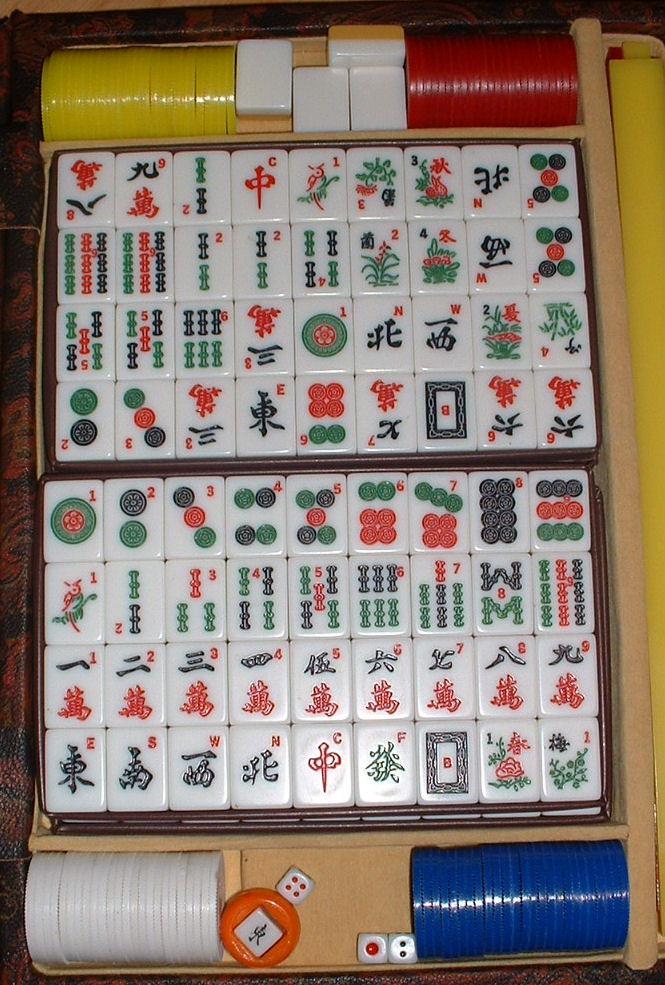
Адаптированный набор для китайского маджонга. Основной инвентарь: кости, кубики, счётные жетоны, указатель ветра

При игре в маджонг используется либо набор костей для маджонга, либо специальные игральные карты, с изображениями, соответствующими костям. Один из брендов, выпускающий такие карты, называет их Mhing. Игровые карты часто используются в дороге, поскольку легче и компактней традиционных костей. Традиционно на костях нарисованы китайские иероглифы и условные обозначения, показывающие тип, масть и номинал кости. Кости из комплектов, выпускаемых для западного рынка (так называемые «адаптированные»), кроме того, имеют дополнительные обозначения маленькими арабскими цифрами и латинскими буквами в верхнем левом углу лицевой стороны кости, для облегчения восприятия западными игроками (на иллюстрации в начале статьи играют неадаптированным набором, иллюстрация справа в настоящем разделе показывает типичный адаптированный набор). Помимо костей для маджонга, для игры необходимы как минимум две обычные игральные кости (кубика) с нанесёнными на грани точечными обозначениями от 1 до 6. Прочий инвентарь, входящий в игровой комплект, может облегчать подсчёт и делать игру более комфортной, но необходимым не является.

### Кости для маджонга
Кость для маджонга представляет собой прямоугольный параллелепипед из непрозрачного материала, на одной из больших сторон которого нанесено изображение, определяющее значение кости. Размеры костей могут быть различными, высота колеблется в пределах 20—38 мм, ширина меньше высоты приблизительно в 1,5, а толщина — в 2 раза, но толщина может быть ещё меньше (достигая 7—8 мм).
Сначала кости вручную вырезались из костей животных и бамбука, но такое производство трудоёмко, малоэффективно и дорого, так что когда игра стала популярной во многих странах и спрос на наборы вырос, кости стали делать механизированным способом из различных пород дерева, а несколько позже — из пластмассы. Пластмассовые кости часто делают двухслойными: лицевая сторона из белого пластика, а оборотная — из какого-нибудь цветного. Это позволяет сразу выделять при перемешивании кости, лежащие лицом вверх, а также гарантирует, что через белую пластмассу с обратной стороны не будет видно «на просвет» обозначение.
Наборы костей, необходимые для игры по разным правилам, могут отличаться. Большинство наборов включает минимум 136 костей, полный набор для риити-маджонга — 140 костей, набор для китайского спортивного маджонга — 144 кости, наборы для американского, сингапурского или вьетнамского маджонга — ещё больше.
«Классическим» принято считать набор из 144 костей, включающий 6 типов и 42 разновидности костей. Типы можно разделить на три категории: масти, благородные кости (козыри) и цветы.

#### Масти
- Три масти — Медяки (銅 тун), Бамбуки (索 со) и Тьмы (萬 вань), в каждой масти кости нумеруются от единицы до девятки.

Для каждой масти в набор входит по 4 кости каждого номинала, всего 108 костей.

#### Благородные кости
- Четыре Ветра: Восточный, Южный, Западный и Северный.

- Три Дракона — Красный, Зелёный и Белый.

(В японском наборе белый дракон имеет другой вид — это просто белая кость без изображения).
В наборе по 4 экземпляра каждой благородной кости, то есть 16 Ветров и 12 Драконов, всего 28 костей.

#### Цветы
- Цветы — слива, орхидея, хризантема и бамбук

- Времена года (Сезоны) — весна, лето, осень и зима.

В отличие от мастей и благородных костей, цветы в наборе присутствуют по одной кости каждого вида, всего 8 костей.

#### Дополнительные кости
Некоторые разновидности правил требуют дополнительные кости, в частности, во многих вариантах может требоваться дополнительная кость Джокер, в тайском маджонге присутствуют четыре оригинальных кости животных, в японском риити-маджонге (использующем классический набор без цветов, то есть 136 костей) могут применяться дополнительно «красные пятёрки» («красные доры») — четыре дополнительные пятёрки мастей (по одной — символов и бамбуков, две — точек). Визуально красные пятёрки отличаются тем, что обозначения на них нарисованы только красным цветом. Как правило, большие универсальные наборы для маджонга (предназначенные для игры по китайским или американским правилам) содержат 144 «классические» кости и одну или несколько пустых костей, которые могут применяться в качестве джокера. Животные и красные пятёрки обычно имеются только в специализированных наборах (соответственно, для тайского и рити-маджонга).

### Дополнительные предметы
Помимо игровых костей, большинство наборов для маджонга также включают дополнительный инвентарь, необходимый для игры:
- Не менее двух обычных игральных костей.
- Указатель ветра — плоский жетон с обозначениями «Восток» и «Юг» на сторонах. Он кладётся на игровой стол рядом с разыгрывающим и показывает текущий раунд игры — восточный либо южный.
- Индикаторы сторон света — жетоны, показывающие стороны света игроков.
- Наборы жетонов или счётных палочек для упрощения подсчёта очков. Жетоны и палочки обозначают определённое количество очков, и игроки, вместо того, чтобы постоянно вести запись по ходу игры, обмениваются счётными предметами.
- Планки для установки костей. Одна из планок может отличаться от других, чтобы одновременно служить указателем разыгрывающего. Планки могут быть удобны или даже необходимы, если толщина костей мала и не позволяет устойчиво ставить их на стол.

### Стол
Обычно в маджонг играют за квадратным столом со стороной 700 мм. Такие размеры дают достаточно места для выстраивания стены и установки руки для каждого игрока. У специализированных столов для маджонга с каждой из сторон имеются небольшие ящички, предназначенные для размещения жетонов или счётных палочек. Выпускаются также специальные коврики (маты) — мягкие накладки на обычный стол, иногда — с твёрдой рамкой, ограничивающей игровое пространство, препятствующей случайному падению костей, иногда — с лотками или карманами для счётного инвентаря.

### Автоматический стол
В последние годы вошли в употребление автоматические столы для маджонга. В таком столе размещаются механизмы, обеспечивающие перемешивание костей, автоматическое выкладывание стены, бросок игральных костей (механизмом подбрасываются кубики, размещённые в закрытой прозрачной крышкой чаше в центре стола). Такие столы достаточно сложны и дороги (порядка 2-5 тыс. долларов), но они позволяют существенно сократить время на подготовку к партии и исключают возможность применения некоторых мошеннических приёмов игры, связанных с подкладыванием известных костей на этапе перемешивания и формирования стены.

## Варианты игры
Существует множество вариантов правил игры в маджонг, из них обычно выделяется 13 наиболее распространённых. Прочие вариации отличаются мелкими деталями, большинство — только правилами подсчёта очков. В разных местах игроки часто предпочитают один вариант и избегают или считают неверными другие версии правил. Основные варианты правил следующие:
Китайский классический маджонгНаиболее старый вариант маджонга. Эта версия игры была распространена в Америке в 1920-х годах, и до сих пор используется небольшим количеством игроков на Западе и некоторыми игроками в Азии. Характерные особенности: играется 136 костями (не используются цветы и сезоны), очки начисляются за собранные сеты, стоимость сета зависит от того, открыта рука или нет, есть удваивающие комбинации, разрешено забирать кость с кона, применяются штрафы для игрока, сбросившего кость, позволившую другому выиграть, если выигрыш при этом сбросе был очевиден.
Гонконгский или кантонский маджонгВероятно, наиболее распространённый вариант игры, незначительно отличающийся от классического в правилах подсчёта очков.
Сычуаньский маджонгПриобретающий популярность, особенно на юге Китая, вариант маджонга, исключающий возможность забрать с кона кость, не использующий кости Красный и Зелёный дракон и некоторые другие. Играется очень быстро.
Тайваньский маджонгПреобладающий на Тайване вариант правил, отличающийся тем, что на руках у игроков изначально имеется 16 костей, по сравнению с 13 в остальных версиях. Также имеются специальные бонусы для Лидера (Восток), и возможность победить нескольким игрокам с последней снесённой костью.
Японский маджонг (или «риити-маджонг», или просто «риити/риичи»)Современная японская версия маджонга, популярная в Японии и преобладающая в видеоиграх. В нём используется комплект из 136 костей (не используются цветы, времена года и Джокеры). Отличается правилами подсчёта и уникальными правилами ри: ти (riichi) и дора (dora). По договорённости в игру могут быть введены так называемые ака-доры, для чего обычные «пятёрки» заменяются на красные. Таким образом количество костей остается неизменным, но число дор увеличивается на 3, если используется по одной красной «пятёрке» каждой масти, или на 4, если используется по одной красной «пятёрке» мастей со и ман и две «пятёрки» пин.
В 2008 году в Ганновере был проведен первый чемпионат по правилам риити European Riichi Mahjong Championship.
Корейский маджонгКорейский маджонг с использованием Времён года и без использования бамбука, с 104 костями, в игре обычно присутствуют все четыре ветра. Должно быть не менее 2 очков или больше побед. Южнокорейский вариант маджонга содержит некоторые китайские и японские комбинации, часть из которых в настоящее время не используется, и содержит некоторые классические сочетания. Отличается очень динамичным течением игры. Корейский маджонг мало распространён, даже в Корее редко играют в соответствии с этими правилами.
Западный классический маджонгРазвитие упрощённого варианта правил, распространённого в Америке в 1920-х годах благодаря книге Джозефа Парка Бабкока Joseph Park Babcock’s Rules of Mah-Jongg. Сегодня этот термин скорее обозначает правила Райта-Паттерсона (Wright-Patterson), используемые в вооружённых силах США, и иные американские варианты правил, близкие к правилам Бабкока.
Американский маджонгстандартизированный Национальной Лигой Маджонга и Американской Ассоциацией Маджонга вариант игры, наиболее отличающийся от традиционного (Китайского Классического) маджонга. В нём используется кость Джокер, правило «Чарлстон», комбинации из пяти и более фишек, не используется Чоу и объявление стандартной руки. Это даёт основание некоторым считать Американский маджонг самостоятельной игрой.
Спортивный маджонг (также Mahjong Competition Rules, MCR, Chinese Official Rules, COR, китайский официальный, Международные правила)Вариант правил, разработанный в 1998—2000 годах в Китае и стандартизованный Международной организацией маджонга в 2006 году в качестве набора правил для международных соревнований. Основан на правилах китайского классического маджонга, играется полным классическим набором из 144 костей, очки начисляются за руки, содержащие одну из 81 стандартизованных комбинаций. Не применяются удвоения, «мёртвая стена», свободные кости, часть очковых комбинаций уникальна.
Малайзийский маджонгУпрощённый вариант на три игрока, в котором используется набор из 84 костей, в том числе Джокер. Достоинством этой версии является более быстрый ход игры.
Сингапурский маджонгВариация маджонга, распространённая на Сингапуре, похожая на кантонский маджонг. Отличительными чертами являются наличие уникальных костей четырёх животных (кошка, мышь, петух и многоножка) и некоторые изменения в правилах подсчёта, которые позволяют при определённых условиях проводить расчёт в середине партии.
Фуцзяньский маджонгИспользуется джокер.
Вьетнамский маджонгС 16 разновидностями джокера.
Филиппинский маджонгС Оконным Джокером.

## Правила игры
В разных правилах детали различаются, иногда весьма существенно, поэтому здесь излагается лишь общая для большинства наборов правил схема игры и указываются на некоторые наиболее важные варианты.

### Общие положения
- Партию в маджонг играют четыре игрока, при этом каждый играет против всех. Существуют модификации правил для игры втроём, но они очень сильно нарушают баланс игры[источник не указан 29 дней].
- Игра состоит из одной или нескольких игровых сессий, каждая сессия — не менее чем из двух раундов, каждый раунд — не менее чем из четырёх раздач. Количество сессий определяется заранее. На официальных соревнованиях возможно также ограничение по времени: игра завершается по истечении определённого времени, независимо от того, сколько раундов было сыграно.

### Подготовка к игре
- Расположение игроков за столом и выбор разыгрывающего (дилера) определяется жребием.
- Кости перемешиваются в закрытом виде (рисунком вниз) и из них выкладывается стена высотой в две кости. Стена имеет форму замкнутого квадрата, стороны которого располагаются напротив каждого из игроков.
- Броском игральных костей определяется место разрыва, начиная с которого стена разбирается во время партии.
- Игроки берут со стены равное число костей (обычно — 13) и располагают их на столе вертикально, лицевой стороной к себе. Этот набор называется рукой игрока. Дилер берёт на одну кость больше — это обуславливается тем, что в начале раздачи дилер ходит первым и экономит время на взятие со стены тайла после начала раздачи.

### Раздача
- Игроки ходят по очереди, против часовой стрелки. Дилер ходит первым.
- На каждом ходе игрок добавляет в свою руку новую кость с края стены (стена разбирается последовательно, от ранее выбранного места разрыва, по часовой стрелке), после чего должен сбросить одну из своих костей (можно сбросить и ту, которую только что взял). Таким образом игрок формирует свою руку за счёт добавления подходящих и сброса неподходящих костей. Сброшенные кости выкладываются в открытую на центр стола напротив игрока. На первом ходе дилер имеет на одну кость больше остальных, поэтому он не берёт кость из стены, а просто сбрасывает одну из имеющихся.
- Побеждает в раздаче игрок, которому удаётся первым собрать у себя «выигрышную руку» — один из определённых правилами специальных наборов костей. Собрав выигрышную руку, игрок может открыть её и объявить выигрыш (Маджонг). Выигрышная рука содержит как минимум на одну кость больше, чем постоянно находится у игрока, то есть получить её можно только на своём ходе, после взятия кости со стены и до сброса. Объявлять выигрыш не обязательно, но если игрок этого не сделал, он будет вынужден сбросить одну из костей (а значит, «сломать» выигрышную руку) и играть дальше. Подобное может потребоваться, если игроку для выигрыша партии нужно набрать больше очков, чем даёт получающаяся в данный момент выигрышная рука.
- Игрок может получить дополнительные очки, собрав по ходу раздачи одну или несколько малых групп (сетов):
  - Чоу — три последовательных по номиналу кости одной масти.
  - Панг — три одинаковых кости (либо одного номинала и масти, либо три одинаковых дракона или ветра).
  - Конг — четыре одинаковых кости.

Получив на очередном ходе одну из этих групп, игрок вправе открыть (объявить) её, за что ему могут начисляться дополнительные очки. Открытый сет остаётся частью руки играющего, но сбрасывать кости из него нельзя. Открытый сет откладывается лицевой стороной вверх в правый от игрока угол стола.
Обычно игрок, собрав конг, должен взять со стены дополнительную кость. В большинстве правил действует принцип: «необъявленный конг — это не конг», согласно которому конгом признаётся только та четвёрка одинаковых костей, которая была объявлена.
- Раздача завершается, когда один из игроков построил и объявил выигрышную комбинацию, либо когда закончились кости в стене.

Наиболее характерные отличия игрового процесса в различных правилах заключаются в следующих деталях:
Набор выигрышных рукВ большинстве правил выигрышными являются руки, содержащие четыре сета и ещё пару одинаковых костей. Поскольку конг содержит не три, а четыре кости, каждый конг в руке увеличивает её размер на одну кость, так что выигрышные руки могут быть разного размера. В ряде правил есть также специальные выигрышные руки, не попадающие под общую схему.
Объявление выигрыша или сбор сета на сбросеРяд правил позволяет пользоваться костями из сброса: если один из игроков на своём ходу сбросил кость, которой не хватает другому для победы или до завершения одного из сетов, второй может объявить выигрыш или сет, добавив к своим костям сброшенную. Собрав сет на чужом сбросе, игрок обязан открыть его. В случае объявления конга игрок также берёт со стены дополнительную кость. Далее, как после обычного хода, игрок сбрасывает одну из своих костей, а очередь хода переходит к игроку, сидящему справа от него.
Разрешается брать сброшенную кость только непосредственно после её сброса, то есть до того, как следующий за сбросившим возьмёт кость со стены. Нельзя взять кость со сброса без объявления выигрыша или сета. Есть варианты правил, в которых чоу на сбросе может объявлять только тот, кто сидит справа от сбросившего.
Если несколько игроков претендуют на одну и ту же сброшенную кость, приоритет определяется собираемой комбинацией (обычно объявляющий выигрыш имеет преимущество перед конгом или пангом, конг или панг — перед чоу) и местом (если объявления одинаковы, преимущество имеет либо самый ближний, либо самый дальний от сбросившего, считая против часовой стрелки).
Если на сброшенной кости все три остальных игрока объявляют выигрыш, то раздача может признаваться ничейной.
Выигрыш на чужом сбросе может оцениваться или оплачиваться иначе, чем на кости, взятой из стены. Игрок, сбросивший кость, на которой другой объявил выигрыш, может дополнительно штрафоваться.
Ограничения на выигрышПравила могут ограничивать объявление выигрыша. Так, например, в японском маджонге действует правило «фуритэн», согласно которому игрок не имеет права объявлять выигрыш на чужом сбросе, если он сам уже сбросил одну из ожидаемых костей и с того момента у него не могло поменяться ожидание. Бывают ограничения, связанные с закрытостью руки: если игрок уже открыл на этой раздаче чоу, панг или конг, он теряет возможность выигрыша с некоторыми из выигрышных рук. В некоторых вариантах правил есть «правило просящей руки»: игрок, которому осталась одна кость до выигрыша, должен объявить себя «просящей рукой»; без такого предварительного объявления он не имеет права объявлять выигрыш, даже собрав выигрышную руку.
Объявления сетовНе во всех правилах допускается объявлять все три вида сетов. В ряде правил можно модифицировать уже объявленную тройку (панг) до четвёрки (конга).
Мёртвая стенаНебольшая часть стены (обычно — размером в одну руку, то есть 14 костей) при построении отделяется. Кости из неё берутся игроками только в особых ситуациях, например, после объявления конга. Наличие мёртвой стены усложняет игру: даже в конце раздачи невозможно точно сказать, какие кости остались в стене и не будут сыграны.
Дополнительные правилаНекоторые наборы правил отличаются оригинальными особенностями. Так, в рити-маджонге игрок, которому осталась одна кость до выигрышной руки, может объявить рити, поставив тысячу очков. За выигрыш этот игрок получит дополнительные очки, однако объявление рити небезопасно: игрок не может больше изменять свою руку, а в случае, если кто-то другой выиграет эту раздачу, депозит в 1000 очков переходит к победителю, но в то же время объявив рити, игрок может выиграть раздачу, даже если у него в руке нет ни одного яку.

### Подсчёт очков
Набранные игроками очки подсчитываются после каждой раздачи. Общий порядок начисления очков следующий:
- Перед первой партией игроки получают определённое количество очков.
- Выигрыш имеет определённую стоимость, которая рассчитывается из состава выигрышной комбинации.
- Победивший игрок получает стоимость своей выигрышной комбинации.
- Игроки добавляют выигранные очки к своей основной сумме и платят проигрыш из неё же.

Вариации порядка подсчёта для разных правил:
Стоимость комбинацийВсе правила по-своему начисляют очки за выигрышные руки, объявленные сеты, некоторые дополнительные факторы. Так, во многих правилах есть те или иные «удваивающие комбинации» — кости или наборы костей, при наличии которых в выигрышной руке её стоимость удваивается. По ряду правил выигрывает только рука, в которой есть хотя бы одна такая комбинация.
Отличия для разыгрывающегоПо ряду правил разыгрывающий в случае победы получает больше очков, чем любой другой игрок, но в случае проигрыша, соответственно, должен больше заплатить.
Плата за выигрыш на сбросеВ правилах, где выигрыш может быть объявлен на сбросе, может использоваться условие, согласно которому игрок, сбросивший выигрышную кость, платит за всех. Могут также вводиться дополнительные штрафы для сбросившего выигрышную кость игрока, если рука победителя раздачи была открытой и сброс очевидно давал ему возможность выиграть.
Расчёты между проигравшимиСогласно некоторым вариантам проигравшие платят только победившему, по другим проигравшие также рассчитываются между собой.
Расчёты при ничьейЕсли раздачу никто не выиграл, она может аннулироваться, но могут быть и начислены очки. Очки за ничью может получать дилер и/или те игроки, у которых на руках на момент завершения раунда осталась выигрышная комбинация без одной кости.
Набранные игроками очки могут просто записываться по ходу партии, но традиционно для упрощения процедуры подсчёта используется специальный инвентарь: жетоны или счётные палочки, обозначающие определённое число очков.

### Итог игры
Игра завершается, когда сыграны все запланированные сессии. Если по завершении очередной раздачи оказывается, что кому-то из игроков не хватило очков (по одним правилам для этого игрок должен «уйти в минус», по другим — у него должно остаться 0 очков или менее), игра завершается досрочно.
В случае использования лимита по времени игры партия останавливается по истечении лимита. При этом текущая раздача может быть доиграна либо отменена, это зависит от правил турнира.
Победителем становится тот, кто по завершении игры имеет наибольшее количество очков.

## Тактика и стратегия
Игра маджонг имеет следующие характерные особенности:
1. Влияние случайного фактора при большом размере игрового комплекта (136—144 кости против 36-54 карт в большинстве коммерческих карточных игр).
2. Наличие нескольких вариантов выигрыша, возможность по ходу партии перестроиться с одного ожидаемого варианта на другой.
3. Возможность использования игроками снесённых костей.
4. Различная стоимость разных вариантов выигрыша раздачи.

### Общий ход игры
Наличие фактора случайности ограничивает предсказуемость игры. Даже лучшие профессионалы, играя с гораздо менее сильными противниками, не могут гарантированно выигрывать все раздачи — при определённой доле везения новичок в отдельной игре может разгромить опытного игрока. Поэтому класс игры, прежде всего, выражается в умении определить вероятность того или иного исхода и, в соответствии с ситуацией, либо рисковать ради высоковероятного большого выигрыша в благоприятном положении, либо стремиться свести потери к минимуму, когда шансов на победу нет или почти нет. Большое число костей в наборе ещё больше увеличивает неопределённость.
Получив при раздаче исходный набор костей, игрок пытается своими ходами превратить его в одну из выигрышных рук. При этом одновременно он должен отслеживать открываемые кости, на их основе прогнозировать состав рук противников и препятствовать развитию их рук. При удачном развитии рука игрока через какое-то время приходит в состояние, когда до объявления выигрыша ему достаточно получить только одну определённую кость. Такое состояние называется ожиданием. Ожидающий игрок находится в одном шаге от победы в раздаче. Когда одновременно ожидают несколько игроков, выигрывает в итоге тот, кто первым получит ожидаемую кость из стены либо из сброса одного из противников.
Если возможность выигрыша костью со стены определяется везением, то выигрыш на сбросе может стать результатом небрежности или недостаточного профессионализма противника, сбросившего ожидаемую кость. Чтобы избежать сноса «в руку» противнику, игрок должен уметь «читать сброс» — по сброшенным противником костям определять, что осталось у противника на руках.

### Ожидания и их виды
Когда игроку остается взять последнюю кость для завершения выигрышной комбинации, такое игровое состояние называется темпай. Игрок может ожидать появления одной определённой кости для завершения выигрышной руки. Такое ожидание называется «односторонним» и, в общем случае, является маловероятным — появление нужной кости целиком оставляется на волю случая.
Из-за ненадёжности односторонних ожиданий игроки, как правило, стремятся собирать на руках наборы костей, которые можно превратить в максимально большое число выигрышных комбинаций. В таких случаях игрок ждёт появления не одной конкретной кости, а одной из двух, трёх или более костей. Если никакие из ожидаемых костей ещё не вышли из игры, такое ожидание называют многосторонним.
Разница в стоимости выигрышных рук требует от игрока учёта цены возможного выигрыша. В некоторых случаях игроку приходится отказываться от более вероятного ожидания в пользу менее вероятного, но в случае победы дающего более дорогую руку. Другой причиной отказа от лучшего ожидания может стать ситуация, когда для его сохранения игрок вынужден сбросить кость, которая с высокой вероятностью будет использована одним из соперников для выигрыша.
Среди односторонних ожиданий выделяют краевое ожидание (например, для сета 1, 2 ожидание 3 и соответственно для сета 8, 9 ожидание 7), ожидание в середину или в дырку (для сета 1, 3 ожидание 2) и ожидание в пару, когда в руке собраны 4 сета и одна непарная кость.
Один из наименее вероятных случаев ожидания — ожидание на одну конкретную кость, когда все её экземпляры, кроме одного, либо вышли из игры, либо находятся в открытых сетах игроков (адское ожидание), потому что эта кость может быть использована одним из игроков в закрытую, находится в мёртвой стене или до неё не дошел черёд на момент выигрыша другого игрока.
При выигрыше за неудобные ожидания начисляются дополнительные очки.

### Чтение сброса
Возможность взять недостающую кость из сброса приводит к тому, что игрок, сбрасывая кость, должен оценивать, насколько вероятно этим сыграть на руку одному из противников. Квалифицированная игра требует внимательного наблюдения за сбросом, способности определить, что находится на руках у противников. Определение состава руки соперника по тому, что он сбрасывает, называют иногда «чтением сброса». Существует целый набор специальных эвристических правил, позволяющих читать сбросы игроков. В большинстве они основаны на известных принципах сбора сетов и рук и исходят из предположения, что игрок в первую очередь будет сбрасывать кости, которые считает безопасными и бесполезными для себя.

## Пасьянс Маджонг
Как и с картами, с костями для маджонга существует вариант игры для одного человека — пасьянс маджонг. Принцип построения и механизм игры очень похож на карточный: на столе выкладывается определённая конфигурация из предварительно перемешанных костей («классических» раскладок существует несколько десятков, большинство из них многослойные). Цель игры состоит в том, чтобы полностью разобрать конструкцию, удаляя из неё, следуя определённым правилам, пары одинаковых костей. Как и в случае карточных пасьянсов, не все варианты раскладок решаемы.
Почти все компьютерные игры для одного человека с названием «маджонг» реализуют именно пасьянсы маджонг, а не игру маджонг для нескольких противников. В них пользователь задаёт начальные условия (тип конфигурации, сложность), программа генерирует конфигурацию, а игрок разбирает её, указывая мышью пары удаляемых костей.

## Гадание с помощью костей маджонга
Существует техника гадания (предсказания будущего или получения ответов на проблемные вопросы) с помощью костей маджонга. Техника гадания схожа с техникой гадания на картах. Каждой кости приписывается определённое символическое значение. Для гадания формулируется вопрос, гадатель случайным образом выбирает из полного или ограниченного определёнными правилами набора костей некоторое их количество, выкладывает в виде фигуры, после чего в определённом порядке открывает кости и формирует предсказание, опираясь на символику и положение костей в выкладке (см., например, ).

## Символы Unicode
В стандарте Unicode для костяшек Маджонг есть диапазон кодов от U+01F000 до U+01F02F.

## Отражение в культуре
Аниме-сериалы, посвящённые игре в маджонг
- Touhai Densetsu Akagi: Yami ni Maiorita Tensai
- Saki
- Mudazumo Naki Kaikaku
- Legendary Gambler Tetsuya

Компьютерные игры
The Isle of Four Winds: Rune War: смесь маджонга с пошаговой стратегией.
Сцена игры в маджонг играет ключевую роль в фильме «Безумно богатые азиаты».
Книги
В детективном романе Агаты Кристи «Убийство Роджера Экройда» существует отдельная глава «Вечер за маджонгом» с упоминанием правил и терминов игры. В ходе маджонга герои делятся своими мнениями о совершенном преступлении.